# يوحنا أندرسون (لاعب كرة قدم)
يوحنا أندرسون (بالسويدية: Johan Andersson)‏ (و. 1983  م) هو لاعب كرة قدم سويدي، مركز لعبه هو لاعب وسط.

## روابط خارجية
- يوحنا أندرسون على موقع اتحاد السويد (السويدية)
- يوحنا أندرسون على موقع قاعدة بيانات كرة القدم.إي يو (الإنجليزية)
- يوحنا أندرسون على موقع Soccerway.com (الإنجليزية)
- يوحنا أندرسون على موقع عالم كرة القدم.نت (الإنجليزية)